# Lowa
Lowa is een bestuurslaag in het regentschap Pemalang van de provincie Midden-Java, Indonesië. Lowa telt 1561 inwoners (volkstelling 2010).